# Редуктивна алгебра Лі
В математиці, алгебра Лі  називається  редуктивною, якщо її приєднане представлення є цілком звідним. Еквівалентною умовою є те, що алгебра Лі є прямою сумою напівпростої і абелевої алгебри Лі: {\displaystyle {\mathfrak {g}}={\mathfrak {s}}\oplus {\mathfrak {a}};} інші еквівалентні умови подані нижче.

## Означення
Алгебра Лі {\displaystyle {\mathfrak {g}}} над полем характеристики 0 називається редуктивною, якщо виконуються еквівалентні умови:
1. Приєднане представлення алгебри {\displaystyle {\mathfrak {g}}} є прямою сумою незвідних представлень.
2. {\displaystyle {\mathfrak {g}}} допускає точне, цілком звідне, скінченновимірне лінійне представлення.
3. Радикал алгебри Лі {\displaystyle {\mathfrak {g}}} рівний її центру: {\displaystyle {\mathfrak {r}}({\mathfrak {g}})={\mathfrak {z}}({\mathfrak {g}}).}
Для загальної алгебри Лі її радикал містить центр, але може не бути рівним йому.
4. {\displaystyle {\mathfrak {g}}} є прямою сумою напівпростого ідеалу {\displaystyle {\mathfrak {s}}_{0}} і її центру {\displaystyle {\mathfrak {z}}({\mathfrak {g}}):} {\displaystyle {\mathfrak {g}}={\mathfrak {s}}_{0}\oplus {\mathfrak {z}}({\mathfrak {g}}).}
5. {\displaystyle {\mathfrak {g}}} є прямою сумою напівпростої алгебри Лі {\displaystyle {\mathfrak {s}}} і абелевої алгебри Лі {\displaystyle {\mathfrak {a}}}: {\displaystyle {\mathfrak {g}}={\mathfrak {s}}\oplus {\mathfrak {a}}.}
6. {\displaystyle {\mathfrak {g}}} є прямою сумою простих ідеалів: {\displaystyle {\mathfrak {g}}=\textstyle {\sum {\mathfrak {g}}_{i}}.}

## Приклади
- Одним із найпростіших і найважливіших прикладів є алгебра Лі {\displaystyle {\mathfrak {gl}}_{n}} матриць розмірності {\displaystyle n\times n} зі звичайним комутатором матриць. Вона є редуктивною, оскільки є сумою скалярних матриць і матриць, слід яких рівний нулю.
- За означенням будь-яка напівпроста алгебра Лі і абелева алгебра Лі є редуктивними.
- Над полем дійсних чисел, компактні алгебри Лі є редуктивними.

## Властивості
- Властивість редуктивності зберігається як при розширенні, так і при звуженні поля, над яким визначена алгебра Лі.
- Для алгебрично замкнутого поля редуктивна алгебра Лі є ізоморфною алгебрі Лі деякої редуктивної алгебричної групи.
- Перетином редуктивних алгебр Лі і розв'язних алгебр Лі є абелеві алгебри Лі.